# George Stoll
Pour les articles homonymes, voir Stoll.
George Stoll (né selon les sources le 7 mai 1902 ou 1905 à Minneapolis et mort le 18 janvier 1985 à Monterey en Californie) est un musicien, chef d'orchestre, compositeur et violoniste américain, associé à l'âge d'or des comédies musicales de la MGM entre 1940 et 1960. Il est parfois crédité sous le nom de George E. Stoll ou Georgie Stoll.

## Biographie
George Stoll fait ses débuts en tant que violoniste prodige. Il fait des tournées en Amérique du Nord avec Fanchon and Marco. Il entre à la Metro-Goldwyn-Mayer en 1937 en tant que directeur musical.
Il garde des contacts avec le monde du jazz, et recrute un des premiers arrangeurs noirs à la MGM, Calvin Jackson avec qui il travaille sur un film primé aux Oscars, Escale à Hollywood (Anchors Aweigh).
George Stoll a été un des chefs d'orchestre les plus demandés d'Hollywood.
Après 9 nominations aux Oscars, Stoll se retire après avoir composé sa dernière musique de film pour Made in Paris sorti 1966. Il meurt en 1985 à Monterey en Californie.
En 2009, son violon du luthier Niccolò Amati a été vendu 620 000 $ lors d'une vente aux enchères.

## Filmographie partielle
- 1936 : La Chanson à deux sous (Pennies from Heaven) de Norman Z. McLeod
- 1936 : Go West, Young Man
- 1937 : The Girl from Scotland Yard
- 1937 : Le Règne de la joie (Broadway Melody of 1938) : chef d'orchestre
- 1937 : Love on Toast
- 1937 : Fifi peau de pêche (Every Day's a Holiday)
- 1937 : Rosalie
- 1938 : Everybody Sing
- 1938 : Dr. Rhythm
- 1938 : Listen Darling
- 1939 : Honolulu
- 1939 : Place au rythme (Babes in Arms)
- 1939 : La Féerie de la glace (Ice Follies of 1939)
- 1939 : Le Magicien d'Oz (non crédité)
- 1940 : Two Girls on Broadway (directeur musical)
- 1941 : Débuts à Broadway (directeur musical)
- 1941 : Lady Be Good (directeur musical)
- 1941 : La vie commence pour André Hardy (directeur musical)
- 1941 : Histoire de fous (Road Show)
- 1942 : Croisière mouvementée
- 1942 : Panama Hattie (directeur musical)
- 1943 : Un petit coin aux cieux
- 1943 : Lily Mars vedette
- 1943 : Mademoiselle ma femme
- 1943 : Swing Fever
- 1943 : Fou de girls (Girl Crazy) de Norman Taurog et Busby Berkeley
- 1944 : Deux Jeunes Filles et un marin (Two Girls and a Sailor), de Richard Thorpe
- 1944 : Tendre symphonie
- 1944: Le Chant du Missouri
- 1945 : La Princesse et le Groom
- 1945 : Escale à Hollywood
- 1946 : Féerie à Mexico
- 1947 : Le Souvenir de vos lèvres
- 1948 : Le Brigand amoureux
- 1950 : Voyage à Rio
- 1950 : Jamais deux sans toi (Duchess of Idaho) de Robert Z. Leonard
- 1950 : Le Chant de la Louisiane
- 1953 : Désir d'amour
- 1953 : Lune de miel au Brésil
- 1954 : Le Prince étudiant
- 1956 : The Opposite Sex
- 1956 : Viva Las Vegas
- 1957 : Dix mille chambres à coucher
- 1957 : Cette nuit ou jamais
- 1959 : La Fille de Capri (For the First Time) de Rudolph Maté
- 1962 : La Plus Belle Fille du monde
- 1966 : Made in Paris de Boris Sagal

## Récompenses et nominations
- Nommé lors de la 28e cérémonie des Oscars en 1956 pour Les Pièges de la passion
- Nommé lors de la 29e cérémonie des Oscars en 1957 pour Viva Las Vegas (Meet Me in Las Vegas)
- Remporte l'Oscar de la meilleure adaptation musicale en 1946 pour Escale à Hollywood